# Nachrodt-Wiblingwerde
Nachrodt-Wiblingwerde è un comune di 6 441 abitanti della Renania Settentrionale-Vestfalia, in Germania.
Appartiene al distretto governativo (Regierungsbezirk) di Arnsberg ed al circondario della Marca (targa MK).

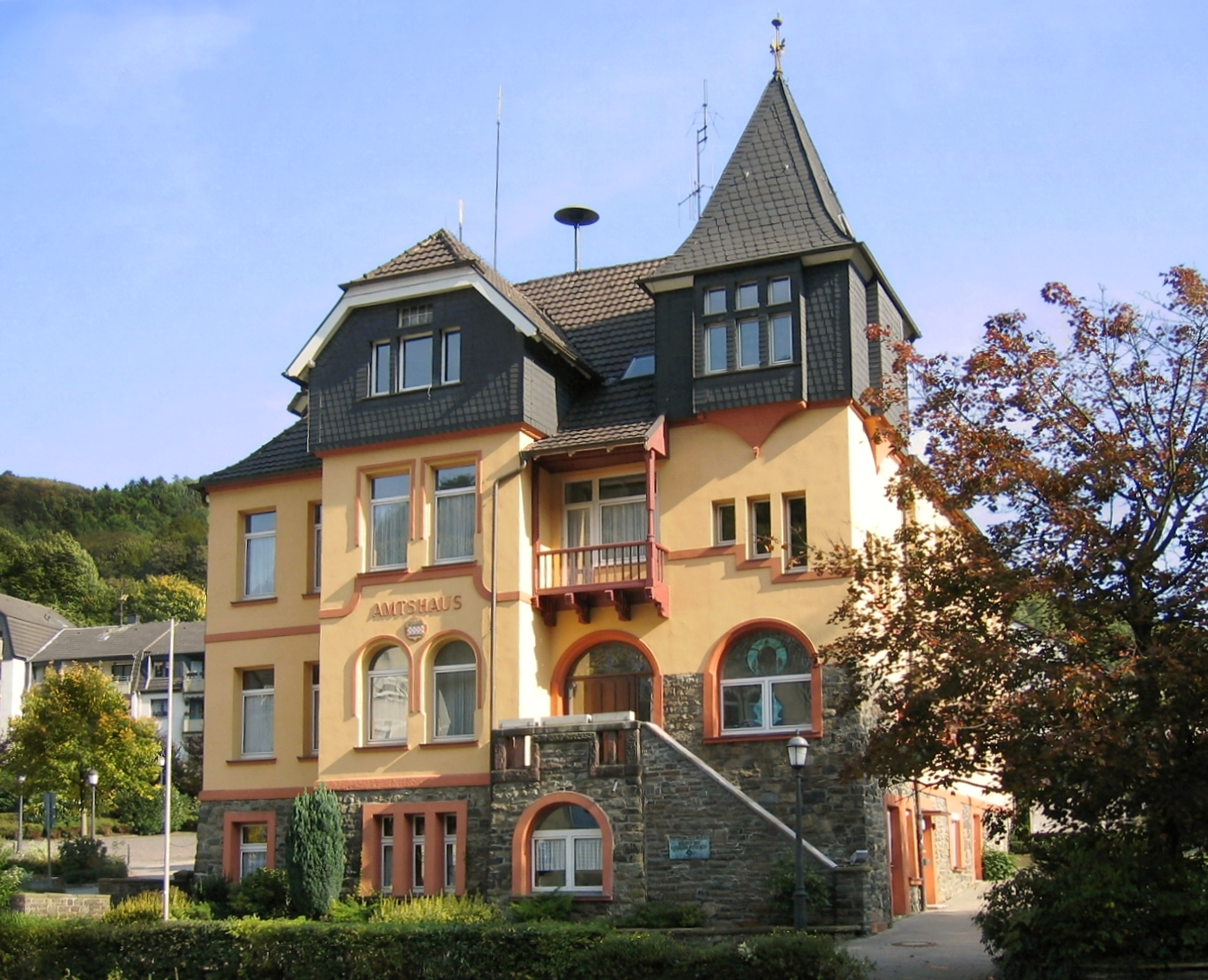
Altes Amtshaus